# L. E. Modesitt, Jr.

L. E. Modesitt, Jr. im Mai 2007 auf einer Convention in Salt Lake City

Leland Exton Modesitt, Jr. (* 1943 in Denver, Colorado) ist ein US-amerikanischer Science-Fiction- und Fantasy-Schriftsteller. Bekannt ist er vor allem für seinen inzwischen 21 Bände umfassenden Fantasy-Zyklus Recluce.

## Leben
Modesitt studierte am Williams College in Massachusetts und zog dann für 20 Jahre nach Washington, D.C., wo er sich zuerst der politischen Literatur widmete. In dieser Zeit arbeitete er als Pilot für die Navy, als Rettungsschwimmer, Botenjunge, Radio-DJ, Assistent eines Kongressabgeordneten, Berater der amerikanischen Umweltschutzbehörde und als Hochschuldozent. Er zog um nach New Hampshire und lernte dort 1989 seine derzeitige Ehefrau Carol A. kennen, eine Opernsängerin. Seit 1993 lebt das Ehepaar in Cedar City, im Bundesstaat Utah. Insgesamt war L. E. Modesitt Jr. dreimal verheiratet; er hat sechs Töchter und zwei Söhne.
Seine erste Kurzgeschichte wurde unter dem Titel The Great American Economy im Jahr 1973 in der Zeitschrift Analog Science Fiction and Fact veröffentlicht. Seither sind über 70 Science-Fiction- und Fantasybücher erschienen. Außerdem publizierte er Gedichte, Kurzgeschichten und wissenschaftliche Arbeiten. Drei Bücher Modesitts wurden von der Szenenzeitung Kirkus Reviews zum jeweils besten Buch des Jahres gekürt. Das waren Flash 2004, The Eternity Artifact 2005 und Scholar 2011.

## Werke

### Timegods’ World
- Timegods’ World. 2000 (Sammelband), ISBN 0-312-87495-2.

- The Fires of Paratime / The Timegod. 1982, ISBN 0-8125-2436-5.
- Timediver’s Dawn. 1992, ISBN 0-8125-1447-5.

### Forever Hero
- The Forever Hero. 1999 (Sammelband), ISBN 0-312-86838-3.

- Dawn for a Distant Earth. 1986, ISBN 0-8125-4586-9.
- The Silent Warrior. 1987, ISBN 0-8125-4588-5.
- In Endless Twilight. 1988, ISBN 0-8125-4590-7.

### Ecolitan Matter
- Empire and Ecolitan. 2001 (Sammelband), ISBN 0-312-87879-6.

- The Ecologic Envoy. 1986, ISBN 0-8125-4584-2.
- The Ecolitan Operation. 1989, ISBN 0-8125-4582-6.

- Ecolitan Prime. 2003 (Sammelband), ISBN 0-7653-0898-3.

- The Ecologic Secession. 1990, ISBN 0-8125-0348-1.
- The Ecolitan Enigma. 1997, ISBN 0-8125-7117-7.

### Saga of Recluce / Recluce Zyklus
- The Magic of Recluce. 1991, ISBN 0-8125-0518-2, in Deutsch als Magische Insel. 1999, ISBN 3-453-15628-5.
- The Towers of Sunset. 1993, ISBN 0-8125-1967-1, in Deutsch als Türme der Dämmerung. 1999, ISBN 3-453-15629-3.
- The Magic Engineer. 1994, ISBN 0-8125-3405-0, in Deutsch als Magische Maschinen. 2000, ISBN 3-453-15635-8.
- The Order War. 1995, ISBN 0-8125-3404-2, in Deutsch als Krieg der Ordnung. 2000, ISBN 3-453-16227-7.
- The Death of Chaos. 1995, ISBN 0-8125-4824-8, in Deutsch als Kampf dem Chaos. 2000, ISBN 3-453-16234-X.
- Fall of Angels. 1996, ISBN 0-8125-3895-1, in Deutsch als Sturz der Engel. 2000, ISBN 3-453-17213-2.
- The Chaos Balance. 1997, ISBN 0-8125-7130-4, in Deutsch als Der Chaos-Pakt. 2001, ISBN 3-453-17225-6.
- The White Order. 1998, ISBN 0-8125-4171-5, in Deutsch als Die weiße Ordnung. 2001, ISBN 3-453-17319-8.
- Colors of Chaos. 1999, ISBN 0-8125-7093-6, in Deutsch als Teil I: Die Farben des Chaos. 2001, ISBN 3-453-17890-4 und Teil II: Der Magier von Fairhaven. 2001, ISBN 3-453-17905-6.
- Magi’I of Cyador. 2000, ISBN 0-8125-7948-8, in Deutsch als Teil I: Sturm der Barbaren. 2002, ISBN 3-453-18808-X und Teil II: Freiheit für Cyador. 2002, ISBN 3-453-18874-8.
- Scion of Cyador. 2001, ISBN 0-8125-8926-2, in Deutsch als Teil I: Die Waffenhändler von Hamor. 2002, ISBN 3-453-19636-8. Die folgenden Bände wurden noch nicht übersetzt
- Wellspring of Chaos. 2004, ISBN 0-7653-4808-X.
- Ordermaster. 2005, ISBN 0-7653-1213-1.
- Natural Ordermage. 2007, ISBN 978-0-7653-1813-8.
- Mage-Guard of Hamor. 2008, ISBN 978-0-7653-1927-2.
- Arms-Commander. 2010, ISBN 978-0-7653-2381-1.
- Cyador's Heirs. 2014, ISBN 978-0-7653-7477-6.
- Heritage of Cyador. 2014, ISBN 978-0-7653-7613-8.
- The Mongrel Mage. 2017, ISBN 978-0-7653-9468-2.
- Outcasts of Order. 2018, ISBN 978-1-250-17255-6.
- The Mage-Fire War. 2019, ISBN 978-1-250-20782-1.
- Fairhaven Rising. 2021, ISBN 978-1-250-26519-7.
- From the Forest. 2024, ISBN 978-1-250-32333-0.
- Overcaptain. 2024, ISBN 978-1-250-90290-0.

### Ghost Books / Johan Eschbach
- Ghosts of Columbia. 2005 (Sammelband), ISBN 0-7653-1314-6.

- Of Tangible Ghosts. 1994, ISBN 0-8125-4822-1.
- The Ghost of the Revelator. 1998, ISBN 0-312-86426-4.

- Ghost of the White Nights. 2001, ISBN 0-7653-4032-1.

### Parafaith
- The Parafaith War. 1996, ISBN 0-8125-3894-3.
- The Ethos Effect. 2003, ISBN 0-7653-4712-1.

### Spellsong Cycle
- The Soprano Sorceress. 1997, ISBN 0-8125-4559-1.
- The Spellsong War. 1997, ISBN 0-8125-4002-6.
- Darksong Rising. 1999, ISBN 0-8125-6668-8.
- The Shadow Sorceress. 2001, ISBN 0-7653-4013-5.
- Shadowsinger. 2002, ISBN 0-7653-4258-8.

### Archform: Beauty
- Archform. Beauty. 2002, ISBN 0-7653-4364-9.
- Flash. 2004, ISBN 0-7653-1128-3.

### Corean Chronicles
- Legacies. 2002, ISBN 0-7653-4513-7.
- Darknesses. 2003, ISBN 0-7653-4633-8.
- Scepters. 2004, ISBN 0-7653-1042-2.
- Alector’s Choice. 2005, ISBN 0-7653-1387-1.
- Cadmian’s Choice. 2006, ISBN 0-7653-1528-9.
- Soarer’s Choice. 2006, ISBN 0-7653-1647-1.
- The Lord-Protector’s Daughter. 2008, ISBN 978-0-7653-2163-3.
- Lady-Protector. 2011, ISBN 978-0-7653-2804-5.

### Imager Portfolio
- Trilogie

- Imager. 2009, ISBN 978-0-7653-2034-6.
- Imager’s Challenge. 2009, ISBN 978-0-7653-2126-8.
- Imager’s Intrigue. 2010, ISBN 978-0-7653-2562-4.

- Quaeryt Imager Reihe (Handlung spielt mehrere Jahrhunderte vor der Trilogie)

- Scholar. 2011, ISBN 978-0-7653-2955-4.
- Princeps. 2012, ISBN 978-0-7653-3095-6.
- Imager’s Battalion. 2013, ISBN 978-0-7653-3283-7.
- Antiagon Fire. 2013, ISBN 978-0-7653-3457-2.
- Rex Regis. Jan. 2014, ISBN 978-0-7653-3634-7.

### Einzelromane
- Hammer of Darkness. 1985, ISBN 0-8125-6322-0.
- The Green Progression. 1991 (mit Bruce Scott Levinson), ISBN 0-8125-1641-9.
- Adiamante. 1996, ISBN 0-8125-4558-3.
- Gravity Dreams. 1999, ISBN 0-8125-6661-0, in Deutsch als Schwerkraftträume. 2001, ISBN 3-453-19662-7.
- The Octagonal Raven. 2001, ISBN 0-8125-7008-1.
- The Eternity Artifact. 2005, ISBN 0-7653-1464-9.
- The Elysium Commission. 2007, ISBN 978-0-7653-1720-9.
- Haze. 2009, ISBN 978-0-7653-2302-6.
- Empress of Eternity. 2010, ISBN 978-0-7653-2664-5.
- The One-Eyed Man: A Fugue, With Winds and Accompaniment. 2013, ISBN 978-0-7653-3544-9.
- Solar Express, 2015, ISBN 978-0-7653-8195-8.

### Kurzgeschichten-Sammlung
- Viewpoints Critical: Selected Stories. 2008 (Sammelband), ISBN 978-0-7653-1857-2.